# Gotem
Gotem is een klein dorp in de Belgische provincie Limburg en een deelgemeente van Tongeren-Borgloon, het was een zelfstandige gemeente tot aan de gemeentelijke herindeling van 1977.

## Etymologie
De naam is van Frankisch-Germaanse afkomst en kan etymologisch worden verklaard als: Gotheim = Gauta heim = hoeve van Gotto. De eerste schriftelijke vermelding hiervan stamt uit 1235.

## Geschiedenis
Archeologische vondsten geven aan dat Gotem reeds in de Gallo-Romeinse periode bewoond werd.
In de Middeleeuwen behoorde Gotem tot het domein van de Graaf van Loon, en vanaf 1366 tot de Bisschoppelijke Tafel van het Prinsbisdom Luik. Wel was er op het grondgebied van Gotem een leen, dat in bezit was van de Ridders van Gotem, welke er een burcht en een molen bezaten, een laathoeve en het Patronaatsrecht van de parochiekerk. De Ridders speelden een belangrijke rol aan het Loonse hof. In 1207 wordt ene Willem van Gotem genoemd. In 1207 was hij getuige bij het sluiten van de vrede tussen Graaf Lodewijk II van Loon en Hertog Hendrik I van Brabant, en in 1213 streed hij met de Loonse troepen in de Slag van Steps.
Dit leengoed werd omstreeks 1364 verdeeld. (Een andere) Willem van Gotem kreeg het patronaatsrecht en de molen. Dit bezit kwam in 1423 aan de familie Walhoven, in de 16e en de eerste helft van de 17e eeuw aan de familie De Harff, midden 17e eeuw aan de familie Van Baeren, daarna aan Cluts en in 1683 aan de familie Meyers.
Het andere deel, dat ook de burcht omvatte, kwam aan Gerard Printe van Gotem, en in de 1e helft van de 15e eeuw aan de familie Van den Wyngaerde, vervolgens in 1462 aan familie De Horion. In 1619 werd geheel Gotem als heerlijkheid uitgegeven door de prins-bisschop van Luik. Deze kwam aan Gerard de Horion. In 1660 verkocht Willem de Horion de heerlijkheid, met uitzondering van de burcht, aan Cluts. Door huwelijk kwam omstreeks 1700 ook het kasteel in bezit van de familie Meyers en het werd in 1788 verkocht aan Roelants. De heerlijke rechten kwamen in 1660 aan Cluts, daarna aan De Scharenberg, in 1686 aan Van Elderen en in hetzelfde jaar aan Van Oyenbrugge de Duras, aan De Tollet, omstreeks 1700 aan Meyers en vervolgens aan De Thiribu de Ryckel.
De parochie maakte aanvankelijk deel uit van die van Kuttekoven, maar al vóór 1252 was Gotem een zelfstandige parochie, waarvan het tiendrecht in bezit was van de Abdij van Herkenrode.
Van 1819-1820 werd de steenweg van Sint-Truiden via Tongeren naar Maastricht over het gebied van Gotem aangelegd. Van 1878-1879 volgde een spoorweg die ten noorden van Gotem liep, maar van 1970-1971 werd het spoor weer afgebroken.
In de eerste helft van de 19e eeuw was er een oliemolen en een brouwerij in bedrijf. Veel industrie is er nooit geweest: het dorp leefde van de landbouw.

## Demografische ontwikkeling
- Bronnen:NIS, Opm:1831 tot en met 1970=volkstellingen; 1976 = inwoneraantal op 31 december

## Bezienswaardigheden

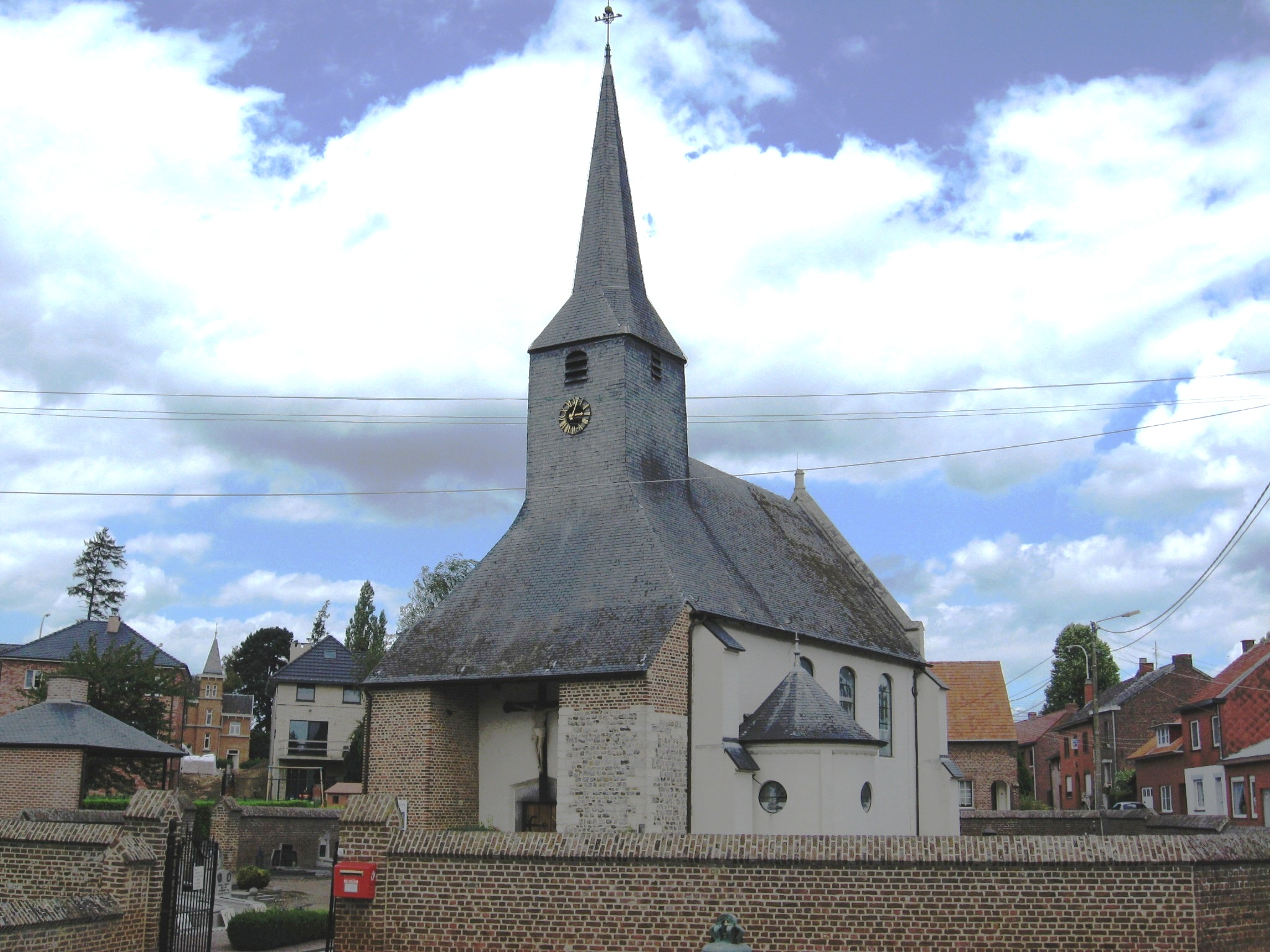
Sint-Niklaas- en Dionysiuskerk

- De van oorsprong 12e-eeuwse Sint-Dionysius en Sint-Niklaaskerk. In de 13e eeuw verkreeg de kerk een apsis, in de 17e tot de 19e eeuw volgden verdere aanpassingen. Aan de noordkant van het kerkje bevindt zich een vrijstaand overdekt muurgedeelte waartegen drie 14e-eeuwse grafzerken zijn aangebracht. De oudste (helemaal links) is laat-13e-eeuws en beeldt de in 1296 overleden Nenkinus van Gotem uit. Zijn zoon Arnold (helemaal rechts) stierf in 1307; zijn zerk werd rond 1300 gesneden. De jongste van de drie is de middelste: Gerard Print van Gotem overleed in 1358 en zijn vrouw Elisabeth Bollen in 1403. De grafzerk werd waarschijnlijk rond of na 1358 gebeiteld.
- Het Fonteinhof, een 18e-eeuwse herenhoeve.
- De voormalige Molen van Gotem op de Herkebeek.
- Enkele vierkantshoeven.

## Natuur en landschap
Gotem ligt in de vallei van de Herkebeek in droog-Haspengouw. Hier werd en wordt de landbouw beoefend, met de nadruk op de fruitteelt.

## Nabijgelegen kernen
Hendrieken, Voort, Borgloon, Hoepertingen, Kuttekoven